# Loma Blanca (Santa Cruz)
Loma Blanca (auch San Juan de Loma Blanca oder Lomas Blancas) ist eine Ortschaft im Departamento Santa Cruz im südamerikanischen Anden-Staat Bolivien.

## Lage im Nahraum
Loma Blanca ist ein Ort im Landkreis (bolivianisch: Municipio) Cabezas in der Provinz Cordillera. Die Ortschaft liegt auf einer Höhe von 524 m zwischen der Bahnlinie und der Hauptstraße, die Santa Cruz de la Sierra mit Yacuiba an der bolivianischen Grenze zu Argentinien verbinden. 

## Geographie
Loma Blanca liegt am südöstlichen Rand der bolivianischen Cordillera Oriental im Bereich des subtropischen Klimas und ist geprägt durch eine halbjährige Trockenzeit, die von Mai bis Oktober reicht.
Die Durchschnittstemperatur der Region beträgt etwa 24 °C (siehe Klimadiagramm Cabezas), die Monatswerte schwanken zwischen 20 °C im Juni und Juli und 27 °C im Dezember und Januar. Der Jahresniederschlag beträgt 800 mm, feuchteste Monate sind Januar und Februar mit 130 mm und trockenste Monate Juli und August mit weniger als 20 mm im langjährigen Durchschnitt.

## Verkehrsnetz
Loma Blanca liegt in einer Entfernung von 73 Straßenkilometern südlich von Santa Cruz, der Hauptstadt des gleichnamigen Departamentos.
Von Santa Cruz führt die asphaltierte Fernstraße Ruta 9 in südlicher Richtung über Loma Blanca und Vaca Guzman weiter nach Mora, überquert den Río Seco Florida, und führt dann über Cabezas, Abapó, Ipitá und Villamontes nach Yacuiba an der bolivianischen Grenze zu Argentinien.

## Bevölkerung
Die Einwohnerzahl der Ortschaft ist in den vergangenen beiden Jahrzehnten auf fast das Dreifache angestiegen:
| Jahr | Einwohner | Quelle       |
| ---- | --------- | ------------ |
| 1992 | 153       | Volkszählung |
| 2001 | 297       | Volkszählung |
| 2012 | 432       | Volkszählung |

Die Region weist noch einen gewissen Anteil an indigener Bevölkerung auf: Im Municipio Cabezas sprechen 9,0 Prozent der Bevölkerung die Quechua-Sprache und 6,8 Prozent die Guaraní-Sprache.